# De Adelaarshorst
L'Adelaarshorst è uno stadio di calcio situato a Deventer nella Vetkampstraat. Lo stadio è dal 1920 stadio del Go Ahead Eagles.